# Djamel Abdoun
Djamel Abdoun, född 14 februari 1986 i Montreuil, Frankrike, är en algerisk före detta fotbollsspelare (mittfältare). 
Abdoun var med i Algeriets trupp i fotbolls-VM 2010.